# Статья 301 (Уголовный кодекс Турции)
Статья 301 уголовного кодекса Турции предусматривает наказание за оскорбление Турции, турецкой нации или турецких правительственных институтов. Вступила в силу 1 июля 2005 года.
Первоначальная версия закона предусматривала наказание за оскорбление «турецкости», но 30 апреля 2008 года в статью были внесены поправки и термин «турецкость» был заменён на «турецкая нация». Всего с момента принятия статьи по ней выдвигались обвинения более чем в 60 случаях, часть из которых вызвала широкий общественный резонанс.

## История
Первоначальная, до поправок, принятых в 2008 году, версия статьи формулировалась следующим образом:
1. Лицо, публично порочащее турецкость, республику или Великое национальное собрание Турции, карается тюремным заключением сроком от шести месяцев до трёх лет.
2. Лицо, публично порочащее правительство Турецкой республики, судебные институты государства, военные или обеспечивающие безопасность организации, карается тюремным заключением сроком от шести месяцев до двух лет
3. В случаях, когда оскорбление турецкости совершается гражданином Турции за рубежом, наказание увеличивается на одну треть.
4. Выражения, имеющие целью критику, не составляют преступления.

8 ноября 2007 года министр юстиции Мехмет Али Шахин заявил, что в закон будут внесены изменения. Это произошло через несколько часов после того, как стало известно содержание ежегодного доклада еврокомиссара по вопросам расширения ЕС. В докладе еврокомиссар призвал не вести с Турцией переговоров о вступлении в ЕС до тех пор, пока не будут внесены изменения в статью 301.
30 апреля 2008 года в статью были внесены следующие поправки:
- термин «турецкость» заменён на «турецкая нация»
- уменьшен срок максимального лишения свободы с трёх лет до двух
- убрано упоминание об утяжелении наказания для турецких граждан, совершивших правонарушение за рубежом
- внесено требование получения разрешения у министерства юстиции для выдвижения обвинений

## Критика
По мнению критиков статьи, она используется властями как средство борьбы с инакомыслящими.

## Обвинения
Среди лиц, против которых выдвигались обвинения в соответствии со статьёй 301, — писатель Орхан Памук, правозащитник Динк Грант и другие.